# Праяно
Праяно (італ. Praiano) — муніципалітет в Італії, у регіоні Кампанія, провінція Салерно.
Праяно розташоване на відстані близько 230 км на південний схід від Рима, 34 км на південний схід від Неаполя, 21 км на захід від Салерно.
Населення — 2046 осіб (2014).
Щорічний фестиваль відбувається 19 вересня та 18 жовтня. Покровитель — Святий Януарій.

## Демографія
Населення за роками:

Станом на 1 січня 2023 року в муніципалітеті офіційно проживали 64 іноземці з 27 країн, серед них 25 громадян країн Євросоюзу та 17 громадян України.

## Сусідні муніципалітети
- Аджерола
- Фуроре
- Позітано